# الإعلام في مصر
الإعلام في مصر ظلت مصر حتى قيام ثورة يوليو 1952 لا تعرف الكثير عن الإعلام ووسائل الاتصال، بالنسبة لما نسميه حالياً وسائل الاتصال الجماهيرية لم يكن هناك سوى الإذاعة التي كانت محدودة الانتشار والتأثير. ومع قيام ثورة 23 يوليو، أدركت أهمية تزويد الرأي العام العالمي ودوائر الثقافة والسياسة بإصدار البيانات والإحصائيات والأرقام والصور والرسوم عن حقائق الأمور في مصر.
تم لأول مرة في تاريخ مصر في نوفمبر 1952 إنشاء وزارة خاصة بشئون الإعلام والاتصال في نوفمبر 1952 أطلقت عليها وزارة الإرشاد القومي ثم تغير اسمها إلى وزارة الثقافة والإرشاد القومي ثم عادت مرة أخرى إلى وزارة الإرشاد القومى. استمر هذا الوضع حتى عام 1970.
و مع المتغيرات الكثيرة التي سادت الفترة التالية ضم قطاعي الاعلام والثقافة مرة آخرى حتى صدر القرار الجمهوري رقم 43 لسنة 1982 فأصبح للإعلام وزارة مستقلة تحت مسمى وزارة الدولة للإعلام. وفي عام 1986 أصبحت وزارة الإعلام وزارة كاملة وبذلك استقرت أوضاع وزارة الإعلام من كافة النواحي الإدارية والقانونية والتشريعية، صدر القرار الجمهوري رقم 310 لسنة 1986 بتحديد اختصاصات وزارة الاعلام وهو القرار الذي ما زال سارياً حتى الآن.

## الصحف

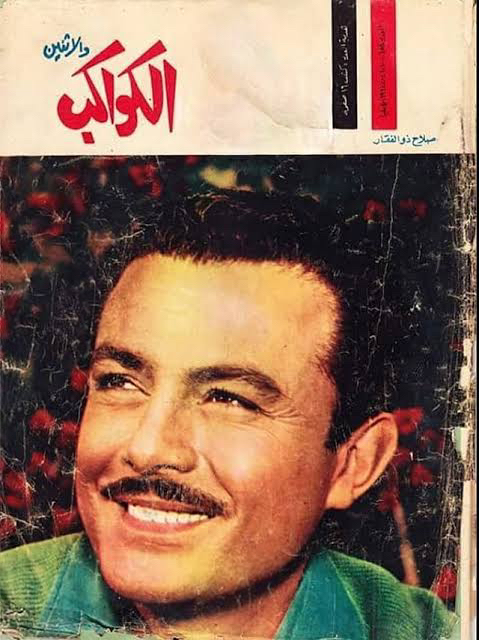
صلاح ذو الفقار علي غلاف مجلة الكواكب في مارس 1961

وكالة أنباء الشرق الأوسط هي الوكالة الرسمية، وتوجد في مصر العديد من الصحف اليومية والمجلات، ولدى بعض تلك الصحف والمجلات مواقع على الإنترنت باللغة العربية. وهناك عدة صحف تصدر باللغة الإنجليزية، ومن الصحف المصرية:
- مؤسسة الأهرام (صحافة قومية)
  - صحيفة الأهرام
  - الأهرام إبدو (بالفرنسية)
  - الأهرام ويكلي (بالإنجليزية)
- أخبار اليوم (صحافة قومية)
- الجمهورية (صحافة قومية)
- الوفاق
- المساء
- جريدة اليــوم
- الأهالي
- الدستور
- المصري اليوم

## التلفاز
مصر هي الدولة العربية السبّاقة إلى امتلاك قمر صناعي خاص بها أطلقت عليه اسم نايل سات101. وقد غيّر البث التلفزيوني الفضائي وجه الإعلام المصري.
كما أن التلفزيون وصناعة السينما في مصر تزود معظم السوق العربية بالأعمال الفنية التي تنتج في مدينة الإنتاج الإعلامي في القاهرة.
وبعد تدشين منطقة الإعلام الحرة عام 2000، تسعى مصر الآن إلى استقطاب شركات عاملة في الإعلام بمنحها فرصة استخدام منشآتها الإعلامية وتقديم الدعم الحكومي.
هناك قناتان تلفزيونيتان أرضيتان وست محطات محلية. وتخضع أغلبية المحطات التلفزيونية الأرضية والفضائية لسيطرة اتحاد الإذاعة والتلفزيون التابع للحكومة.
وقد بدأ بث أول قناة فضائية مصرية عام 1990، ويضم قطاع الفضائيات الآن القناة الأولى والمصرية وقناة النيل الدولية التي تبث برامجها بالإنجليزية والفرنسية والعبرية.
كما بدأ البث التجريبى لقنوات النيل المتخصصة في 31 مايو/أيار 1998 والبث الفعلى أكتوبر/تشرين أول من ذات العام.
وتبث إرسالها على أقمار النايل سات وانتلسات واسيا سات وبنما سات وعددها 12 قناة منها: قناة النيل وقنوات للدراما والرياضة والثقافة والمنوعات والتعليم والبحث العلمي.
وفي نوفمبر/تشرين ثاني من عام 2001 بدأ بث أول شبكة فضائية تلفزيونية خاصة في مصر هي دريم، التي تبث على قناتين، كما تشمل حاليا القنوات الخاصة في مصر قنوات: المحور وتميمة والناس وقناة مصر السياحية وقنوات ميلودي وقنوات مزيكا.
وتستقطب قنوات التلفزيون المصري أعدادا كبيرة من المشاهدين في الخارج.
فُتح الباب لترخيص القنوات الخاصّة في مصر وذلك بشكل أساسي على القمر الصناعي نايل سات ويوجد اليوم عدد من القنوات التلفزيونية الخاصّة منها:
- الناس تأسست عام 2006.
- أو تي في تأسست عام 2007.
- أون تأسست عام 2008.
- الحياة تأسست عام 2008
- الفراعين تأسست عام 2009.
- النهار تأسست عام 2011.
- سي بي سي تأسست عام 2011.
- دي إم سي تأسست عام 2017

## الإذاعة
ولمصر كذلك ثمانية إذاعات محلية تبث برامجها على الموجات المتوسطة والقصيرة وموجة أف أم.
ولدى مصر كذلك إذاعة خارجية هي إذاعة القاهرة التي تبث برامجها على الموجات القصيرة بثلاث وثلاثين لغة. إضافة إلى إذاعة صوت العرب التي تبث بالعربية فقط وتوجه برامجها إلى أوروبا والشرق الأوسط.
وهناك إذاعة نايل إف إم الخاصة التي تقدم موسيقى البوب الغربية، ونجوم إف إم الخاصة التي تقدم الأغاني الشبابية العربية.

## حرية الإعلام

### ما بعد العام 2011
في عام 2014، ذكرت «الشبكة العربية لمعلومات حقوق الإنسان» أن 11 صحفيا قتلوا في مصر في فترة 4 سنوات منذ 28 يناير 2011، مع عدم معاقبة الجناة. وذكرت الشبكة أن أغلب الصحفيين قد قتلوا في مناطق شهدت أحداث عنف أو مظاهرات، بينما قتل بعضهم «في ظروف تشير لاستهدافهم لكونهم صحفيين». وأوصت الشبكة بتوفير تدابير أمنية كافية لحماية الصحفيين أثناء أداء عملهم، وتقديم الأدلة لجهات التحقيق لتحديد هوية المتهمين في مثل هذه القضايا المرتبطة بحرية الصحافة.

### عهد عبد الفتاح السيسي

يظهر مؤشر حرية الصحافة في العالم وفقا لـ"مراسلون بلا حدود" أن وضع حرية الصحافة في مصر "خطير للغاية".

وفق التصنيف الدولي لحرية الصحافة للعام 2018 فإن مصر تحتل المرتبة 161 في قائمة تضم 180 دولة. وذكرت لجنة حماية الصحافيين الدولية أن مصر احتلت المرتبة الثالثة عالميا سنة 2017 في عدد الصحفيين المحبوسين.
في عام 2015، أعلنت "لجنة حماية الصحفيين" أن 18 صحفيا قد تم سجنهم في مصر، وأن "حكومة السيسي تعتمد أساليب قاسية لقمع الأصوات الناقدة"، بينما ذكرت منظمات حقوقية مصرية أن العدد أكبر من ذلك بكثير، حيث وفقا للشبكة العربية لمعلومات حقوق الإنسان فمصر تحتجز في سجونها 63 عاملا في مجال الصحافة. وذكرت "لجنة حماية الصحفيين أن عدد الصحافيين المحبوسين هو رقم قياسي منذ 1990 (منذ بدأت اللجنة تسجيل البيانات حول الصحافيين المحتجزين)، وذكر شريف منصور منسق برنامج الشرق الأوسط وأفريقيا في اللجنة أن "الشرطة والادعاء العام يسيئون استخدام سلطاتهم في الحبس الاحتياطي". ووفقا لفرانس 24، فقد أصبحت الأغلبية العظمى من وسائل الإعلام (عامة أو خاصة) "مؤيدة للسلطات الجديدة بقيادة السيسي"، وقد جرى التضييق على معظم وسائل الإعلام المعارضة الأخرى بعد الإطاحة بمرسي في 2013. وبينما يؤكد الرئيس السيسي وجود "حرية صحافة غير مسبوقة في مصر"، تؤكد نقابة الصحفيين أن الأرقام تقول العكس، وأن هناك اعتقالات للصحفيين واعتداءات عليهم ومصادرة للصحف. ونفى المتحدث باسم رئاسة الجمهورية علاء يوسف "أي تدخل للدولة فيما تكتبه الصحف. لا يوجد أي قرار بوقف برامج أو صحف أو صحافيين". وقال إن "الصحف مليئة بالانتقادات الموجهة للرئيس والحكومة. نحن نؤمن بحرية الرأي والتعبير"، غير أن معدي برامج في التلفزيون الحكومي أكدوا أن هناك "قائمة بأسماء 30 ضيفا" فقط مسموح باستضافتهم في البرامج السياسية التي تناقش الشأن المصري. ويقول بلال فضل، أحد الكتاب المعارضين، أن وضع الإعلام الحالي، "مؤسف وخطير على مستقبل مصر"، ولكنه "يعكس تأييد الشارع الكبير للسيسي".
وقد وجه العديد من مراقبي الشأن المصري انتقادات كبيرة إلى الإعلام والصحافة في مصر، واعتبروه «لسانا يدافع عن السلطة»، مع «فرض رقابة ذاتية قلصت من حرية الإعلام»، ويخشى خبراء من أن يؤدي سلوك الإعلام المصري الخاص والرسمي إلى اختفاء الأصوات المعارضة. تدريجيا أصبح الخبراء الأمنيون والعسكريون والمسؤولون التنفيذيون يحتلون مساحات كبيرة من البرامج التلفزيونية المختصة بالحديث عن حالة البلاد، وهي أصوات تؤيد السلطة «بشكل مطلق»، وفقا لفرانس 24. وعلى الجانب الآخر، هناك حملات إعلامية تستهدف النشطاء الشباب المعارضين للسلطة وتتهمهم بأنهم «عملاء ومأجورين». وأوقفت عدة برامج مثل برنامج باسم يوسف الساخر «البرنامج» الذي كان يتمتع بجماهيرية واسعة قبل أيام من انتخاب السيسي بعد تقديمه فقرة تضمنت انتقادا غير مباشرا للسيسي، ويسري فودة، الذي كان برنامجه «آخر كلام» مفتوحا للناشطين المعارضين، تم إعلان انتهاء تعاقده مع قناة «أون تي في» وتوقف برنامجه من دون كشف الأسباب.
في ديسمبر 2016، تم إصدار قانون لتنظيم الإعلام والصحافة في مصر من قبل الرئيس عبد الفتاح السيسي، وتم إقراره من قبل البرلمان. أثار القانون جدلا واسعا وتحفظات من قبل نقابة الصحفيين، حيث ذكرت النقابة أن القانون لا يضمن استقلال الهيئات المسئولة عن الإعلام عن السلطة التنفيذية. بموجب القانون، تم تأسيس «المجلس الأعلى لتنظيم الإعلام»، والذي يتكون من رئيس و8 أعضاء، مع اختيار رئيس الجمهورية رئيس المجلس بالإضافة إلى 2 من الأعضاء. كما يضم المجلس ممثلين لأجهزة حكومية وشخصيتين من اختيار البرلمان (الموالي للسلطة التنفيذية). وذكر نقيب الصحفيين يحيى قلاش إن القانون الجديد «ليست فيه ترجمة لفكرة استقلال المؤسسات المنظمة للعمل الصحفي والإعلامي عن السلطة التنفيذية التي استهدفها دستور 2014»، وأن المجلس الأعلى لتنظيم الإعلام وفقا للقانون الجديد «يتضمن ممثلين للسلطات التنفيذية أكثر من الهيئات المنتخبة»، وذكر وكيل نقابة الصحفيين أن القانون «يكرس الوضع القائم بما فيه من سيطرة على الإعلام». ويشكو صحافيون من التضييق عليهم في الفترة الأخيرة، وعلى الرغم من تنديد المنظمات الحقوقية الدولية والمحلية، تصر الحكومة المصرية أن الصحافيين يحاكمون في مسائل جنائية، وأن حرية التعبير لا علاقة لها بالأمر. وكذلك عبرت «الأورو-متوسطية للحقوق» عقب توقيع الرئيس عبد الفتاح السيسي على قانون تنظيم الصحافة والإعلام والمجلس الأعلى لتنظيم الإعلام (الذي وصفته بالمثير للجدل) عن قلقها إزاء «العواقب الوخيمة التي سيخلفها هذا القانون على حرية التعبير في البلد، ولا سيما حرية الولوج للإنترنت». وذكرت الأورو-متوسطية للحقوق أن منذ 2013 «ازدادت الضغوط والمضايقات وبشكل مستمر على الصحفيين ووسائل الإعلام».
ذكرت منظمة «هيومن رايتس ووتش» في تقريرها العالمي 2017 إن مصر «أمرت بحظر سفر وتجميد أموال منظمات حقوقية بارزة ومديريها، ووجهت اتهامات جنائية إلى نقيب الصحافيين وأكبر مسؤول معني بمكافحة الفساد». وفي أكتوبر 2017، وصف مقرر الأمم المتحدة المعني بتعزيز وحماية الحق في حرية الرأي والتعبير، «ديفيد كاي» أوضاع حرية الصحافة في مصر بـ«المرعبة»، وطالب في مؤتمر صحفي بمقر الأمم المتحدة بنيويورك السلطات المصرية بالتوقف عن ملاحقة الإعلاميين والمدافعين عن حقوق الإنسان، وقال أن «أوضاع الصحافة والإعلام أيام حسني مبارك، كانت أفضل كثيرا مما هي عليه الآن».
في عام 2018، دعت منظمة «مراسلون بلا حدود» في بيان مشترك مع العديد من المنظمات الحقوقية غير الحكومية السلطات المصرية إلى مراجعة قانوني «مكافحة الجرائم الإلكترونية» و«تنظيم الصحافة والإعلام»، وذكر البيان أن القانونين «يقيدان حرية الإعلام على الإنترنت»، ويشكلان «خطرا على الحق الأساسي في حرية التعبير». ويتيح القانون، الذي أقرته غالبية من نواب البرلمان في يوليو 2018، للمجلس الأعلى لتنظيم الإعلام، الحكومي والمشكل بقرار رئاسي عام 2017، متابعة «كل موقع إلكتروني شخصي أو مدونة إلكترونية شخصية أو حساب إلكتروني شخصي يبلغ عدد متابعيه خمسة آلاف أو أكثر»، وللمجلس الأعلى الحق في تعليق أو حجب هذه الحسابات الشخصية في حال «نشر أو بث أخبار كاذبة أو ما يدعو أو يحرض على مخالفة القانون أو إلى العنف أو الكراهية». ووفقا لقانون «مكافحة جرائم الإنترنت»، يمكن للسلطات أن تغلق بموجب قرار قضائي أي موقع تعتبر أن مضمونه يشكل «تهديدا للأمن القومي» أو «يعرض اقتصاد البلاد القومي للخطر». وقد تم إيقاف العديد من مستخدمي الإنترنت والمدونين المعروفين بانتقادهم للحكومة، مع توجيه السلطات اتهامات لهم بالانتماء إلى «مجموعات محظورة» أو نشر «معلومات كاذبة». وفي يوليو، وصفت منظمة العفو الدولية هذين القانونين قبل إصدارهما بأنهما «يتعرضان للحرية عبر الإنترنت». وأعربت «مراسلون بلا حدود» عن قلقها على حرية الإعلام في مصر بعد مرور سبع سنوات على ثورة 25 يناير 2011، وأكدت أن البلاد تحولت «إلى إحدى أكبر السجون للصحافيين في العالم». وذكر النائب العام في 28 فبراير أن «إجراءات جنائية» ستتخذ ضد وسائل الإعلام في حال نشر «أخبار كاذبة» من شأنها «تكدير السلم العام».
وقد ذكر أحد الصحافيين لفرانس 24 أن السيسي يعمل على خلق «أذرع إعلامية»، وأنه قد ظهرت شركات تعمل على «إعادة هيكلة لملكية وسائل الإعلام من صحف وقنوات فضائية» عن طريق شرائها من خلال ضباط سابقين «لديهم ولاء للسلطة الحاكمة» مثل شبكة «دي إم سي» «التي لم يخف مؤسسوها في كواليس التأسيس أنها تنتمي إلى المخابرات الحربية» وفقا له.
ومنذ مايو 2017، تم حجب نحو 500 موقع على الإنترنت في مصر وفقا لمؤسسة حرية الفكر والتعبير غير الحكومية، وأكدت المؤسسة أن العدد في ارتفاع مستمر. وشملت الوسائل الإعلامية المحجوبة قناة الجزيرة القطرية وموقع مدى مصر الإخباري المصري والصحيفة الإلكترونية «ديلي نيوز إيجبت». وبالإضافة إلى مواقع إخبارية دولية، شمل المنع مواقع محلية ومدونات ومنظمات حقوقية مثل الشبكة العربية لمعلومات حقوق الإنسان ومنظمة «هيومن رايتس ووتش» التي نشرت تقريرا عن التعذيب في السجون المصرية. وطال الحجب حتى البرامج الإلكترونية التي يمكن من خلالها تجاوز الحجب. ولم تؤكد السلطات ولم تنف مسؤوليتها عن الحجب. ووفقا لمحمد طاهر الباحث في مؤسسة حرية الفكر والتعبير، «ليس بوسع أي شركة اتصالات أن تحجب موقعا إلا بناء على طلب من الحكومة»، وتؤكد مؤسسة حرية الفكر والتعبير «أن ممارسة الحكومة المصرية منذ 24 مايو 2017 حتى الآن، تمثّل استمرارا للإرادة السياسية للسلطات المصرية لفرض السيطرة على المجال العام والذي بدأ بحزم من القوانين التي تسعى لغلق المجال العام والسيطرة على المنصات المختلفة لحرية التعبير» و«للسيطرة والحد من تأثير الإعلام والصحافة الرقمية»، وأشارت المؤسسة إلى عدم دستورية هذه «الرقابة» ومخالفتها للإعلان العالمي لحقوق الإنسان. وفي 2018، انتقد عضو مجلس النواب المصري الأسبق أحمد طنطاوي قانون «مكافحة جرائم الإنترنت»، وقال: «هناك هجمة شديدة الآن على حرية الرأى والتعبير، وهناك 465 موقعا إخباريا تم حجبها خلال 10 أشهر الأخيرة»، مشيرا إلى أنه من غير المعلوم سبب الحجب، وأنه كان من الواجب منح أصحاب المواقع حق الطعن على القرار. وفقا لبي بي سي، قالت شركة «نت بلوكس»، المتخصصة في رصد الأنشطة على الإنترنت، إن السلطات المصرية حجبت كليا أو جزئيا 34 ألف موقع في محاولة لتقييد الوصول إلى موقع لحملة، تشير تقارير إلى أنها جمعت 250 ألف توقيع ضد التعديلات الدستورية.
في سبتمبر 2019، أعلنت شبكة نت بلوكس المتخصصة في مراقبة أنشطة الإنترنت أنها رصدت حجب مواقع إخبارية منها هيئة الإذاعة البريطانية (بي بي سي) بنسختيها الإنجليزية والعربية في مصر، وذلك تزامنا مع احتجاجات شهدتها مصر. وأوضحت «نت بلوكس» أن اثنين من مزودي الاتصالات في مصر (المصرية للاتصالات، وراية القابضة للاستثمارات)، قاما بتعطيل «واسع النطاق» لإمكانية الوصول إلى هذه المواقع الإخبارية، وحذرت من احتمالية تأثير هذه الإجراءات على حرية وسائل الإعلام والحق في حرية التجمع. ورجح مكرم محمد أحمد، رئيس المجلس الأعلى لتنظيم الإعلام، أن تكون السلطات المصرية قد حجبت بعض المواقع الإخبارية، من بينها موقع بي بي سي عربي، إلا أنه ذكر أنه لم يتم إخطاره بأسماء المواقع التي حجبت، ولكن معلوماته الأولية أن السبب هو نشرها «أخبار غير دقيقة» عن المظاهرات.